# Felix Loch
Felix Loch (Sonneberg, 24 luglio 1989) è uno slittinista tedesco, vincitore di una medaglia d'oro ai Giochi olimpici di Vancouver 2010, di due in quelli di Soči 2014 e di quattordici ai campionati mondiali (di cui sei nel singolo e due nel singolo sprint) oltre ad aver conquistato sette trofei generali di Coppa del Mondo e conseguito 43 vittorie di tappa nella specialità individuale classica, numeri che lo pongono tra gli slittinisti più vittoriosi di sempre.
È il figlio di Norbert, già slittinista di alto livello ed attuale direttore tecnico della nazionale tedesca di slittino.

## Biografia
Ha iniziato a gareggiare per la nazionale tedesca nelle varie categorie giovanili nella specialità del singolo, ottenendo un secondo posto nella classifica finale della Coppa del Mondo giovani nel singolo nella stagione 2004/05 e la vittoria in quella juniores del 2005/06, sempre nel singolo. Ha inoltre conquistato cinque medaglie, tra le quali quattro d'oro, ai campionati mondiali juniores.

### Coppa del Mondo

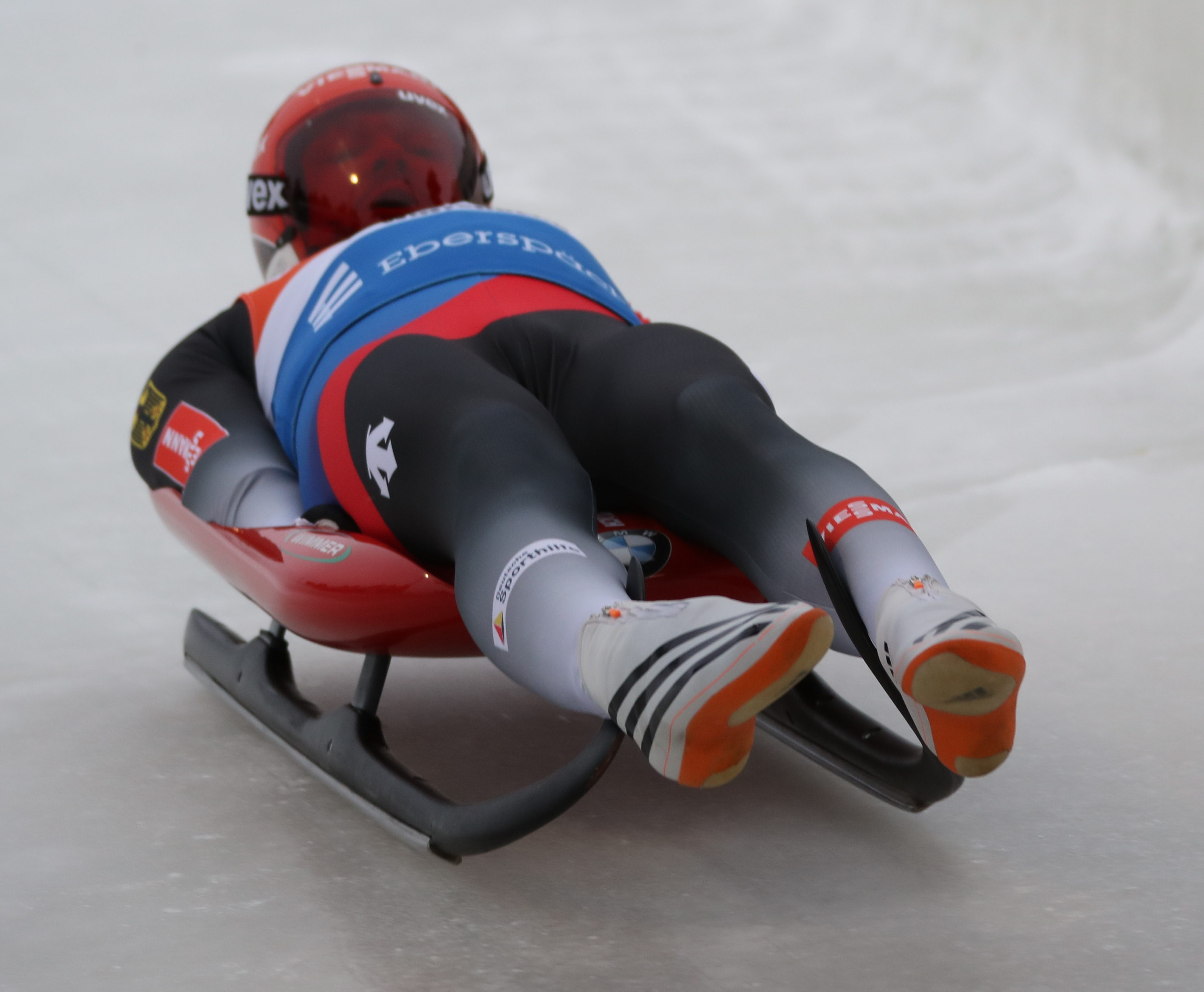
Loch in gara a Winterberg nel 2017

A livello assoluto ha esordito in Coppa del Mondo nella stagione 2006/07, ha conquistato il primo podio il 17 novembre 2007 nella gara a squadre a Lake Placid (3°) e la prima vittoria il 5 dicembre 2009 nel singolo ad Altenberg. Ha trionfato per sette volte in classifica generale nella specialità del singolo: nel 2011/12, nel 2012/13, nel 2013/14, nel 2014/15, nel 2015/16, nel 2017/18 e nel 2020/21; nel 2015/16 e nel 2020/21 si è aggiudicato anche il trofeo nel singolo sprint, mentre nel 2020/21 ha fatto suo anche il neonato trofeo dell'individuale maschile (costituito dalle sole gare "classiche" senza quelle sprint). 
Ha altresì al suo attivo 42 vittorie di tappa nel singolo, grazie alle quali ricopre la seconda posizione nella graduatoria di sempre; davanti a lui soltanto l'italiano Armin Zöggeler, in testa a quota 57. Il 16 gennaio 2021 a Oberhof, durante la settima tappa della stagione 2020/21, ottenne la sua settima vittoria di fila nel singolo (escludendo le gare sprint), battendo il precedente record (sei) che apparteneva ad Armin Zöggeler e all'austriaco Markus Prock.

### Giochi olimpici

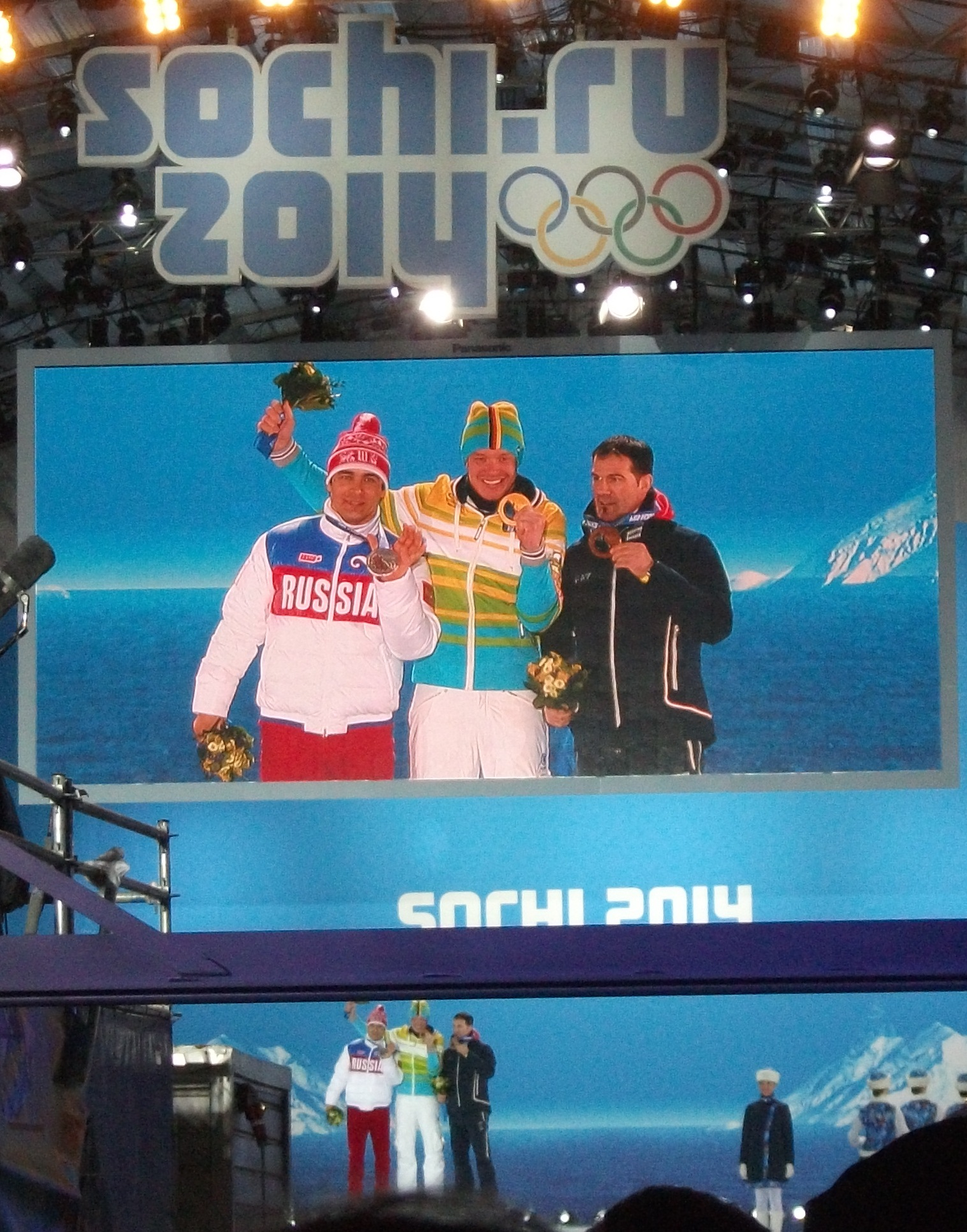
Felix Loch, medaglia d'oro nel singolo ai Giochi olimpici invernali di, qui sul podio con Al'bert Demčenko (2º) e Armin Zöggeler (3º)

Ha preso parte a quattro edizioni dei Giochi olimpici invernali. A Vancouver 2010 ha conquistato la medaglia d'oro nel singolo, divenendo, a soli 20 anni di età, il più giovane campione olimpico della specialità nella storia di questa disciplina, a Soči 2014 ha bissato il titolo nell'individuale e ha trionfato anche nella gara a squadre. A Pyeongchang 2018 ha concluso la prova del singolo al quinto posto dopo essere stato al comando della graduatoria al termine delle prime tre manches a causa di un grave errore nell'ultima discesa, e non è stato scelto per la prova a squadre. Anche a Pechino 2022 resta a secco di medaglie, chiudendo quarto nel singolo e restando fuori dalla prova a squadre.

### Campionati mondiali ed europei
Ha preso parte altresì a dodici edizioni dei campionati mondiali conquistando un totale di diciannove medaglie, delle quali tredici d'oro. Nel dettaglio i suoi risultati nelle prove iridate sono stati, nel singolo: nono a Igls 2007, medaglia d'oro a Oberhof 2008, medaglia d'oro a Lake Placid 2009, medaglia d'argento a Cesana Torinese 2011, medaglia d'oro a Altenberg 2012, medaglia d'oro a Whistler 2013, medaglia d'argento a Sigulda 2015, medaglia d'oro a Schönau am Königssee 2016, sesto a Igls 2017, medaglia d'oro a Winterberg 2019, nono a Soči 2020 e medaglia d'argento a Schönau am Königssee 2021; nel singolo sprint: medaglia d'oro a Schönau am Königssee 2016, decimo a Igls 2017, medaglia d'argento a Winterberg 2019, tredicesimo a Soči 2020 e quarto a Schönau am Königssee 2021; nelle prove a squadre: medaglia d'oro a Oberhof 2008, medaglia d'oro a Lake Placid 2009, medaglia d'oro a Altenberg 2012, medaglia d'oro a Whistler 2013, medaglia d'oro a Sigulda 2015, medaglia d'oro a Schönau am Königssee 2016, medaglia di bronzo a Winterberg 2019 e medaglia d'argento a Schönau am Königssee 2021. Nell'edizione di Cesana Torinese 2011 e in quella successiva di Altenberg ha conseguito inoltre la medaglia d'oro nel singolo nella speciale classifica riservata agli under 23.

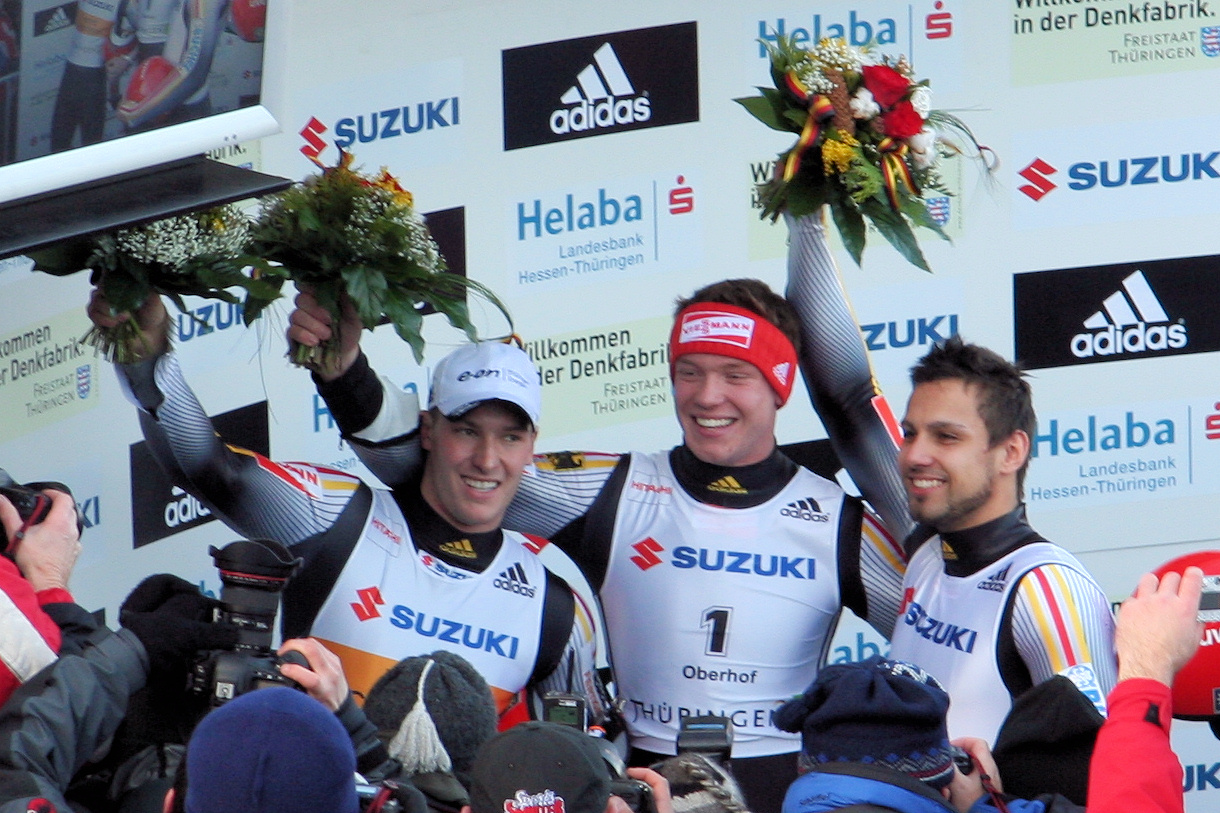
Loch, campione del mondo a Oberhof 2008, sul podio con David Möller (2º) e Andi Langenhan (3º)

Il titolo nel singolo ottenuto nel 2008 ha fatto di Loch il campione del mondo più giovane nella storia dello slittino, con 18 anni di età. Inoltre i sei successi nella gara dell'individuale lo pongono al primo posto, a pari merito con l'italiano Armin Zöggeler, nella classifica dei plurivincitori della specialità.
Ai campionati europei vanta invece undici medaglie, di cui sei d'oro: tre conquistate nel singolo a Oberhof 2013, Altenberg 2016 e a Sigulda 2021, e altrettante colte nelle gare a squadre a Oberhof 2013, a Soči 2015 e ad Altenberg 2016; completano il suo palmarès continentale ulteriori due argenti e tre bronzi.

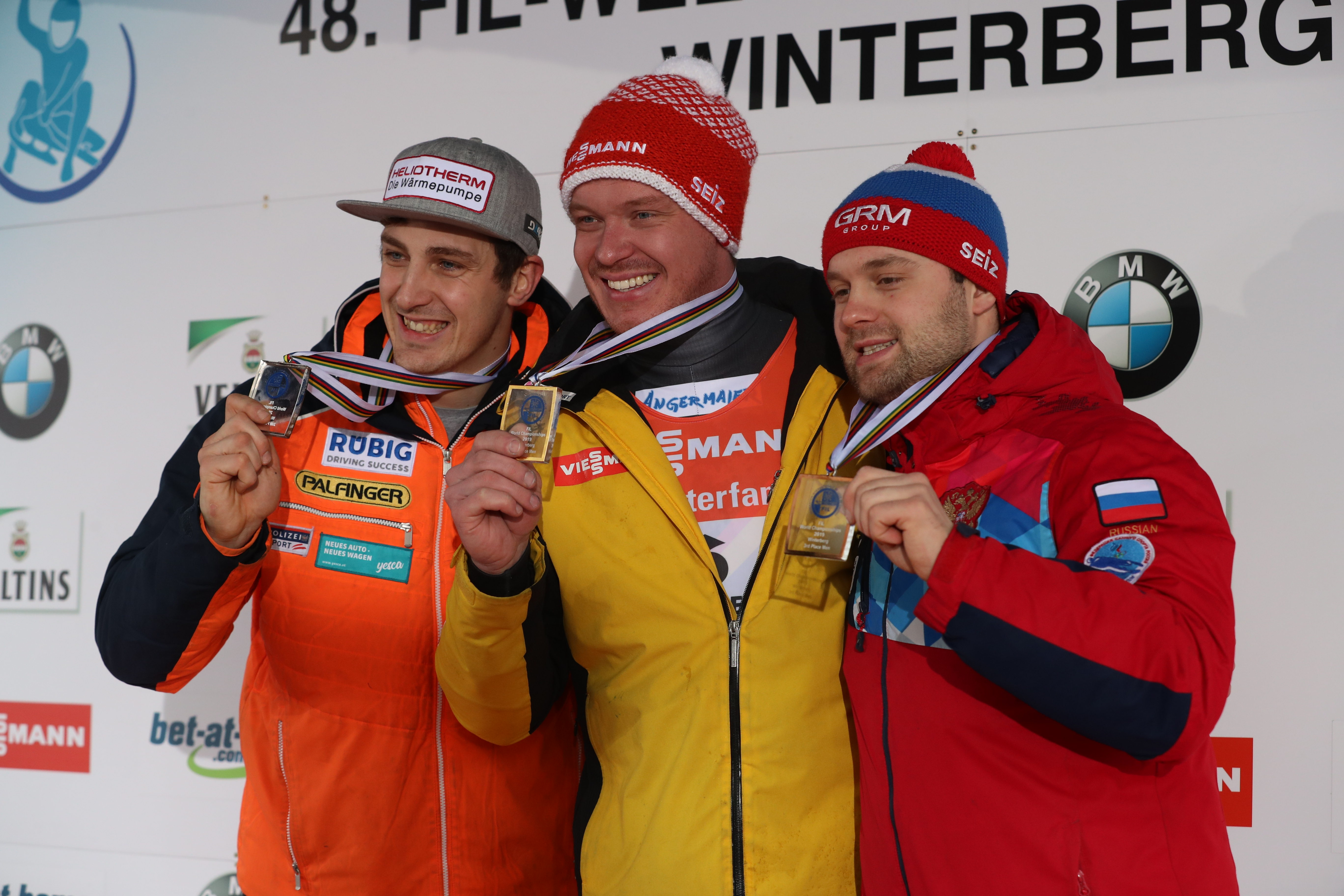
Loch sul gradino più alto del podio iridato di Winterberg 2019, dove conquistò il suo sesto titolo mondiale nel singolo maschile, eguagliando così il primato di Armin Zöggeler

Ha inoltre vinto sette titoli nazionali nel singolo e sei nella gara squadre.
Loch poteva vantare il record di velocità massima registrato nella storia di questo sport con 153.937 km/h ottenuto a Whistler (Canada) il 21 febbraio 2009 e poi battuto dall'austriaco Manuel Pfister nelle sessioni di allenamento dei Giochi olimpici invernali di Vancouver 2010 ove raggiunse il picco di 154 km/h.. La pista fu poi accorciata in seguito alla morte dell'atleta georgiano Nodar Kumarit'ashvili e da allora non fu più possibile raggiungere tali limiti.

## Palmarès

### Giochi olimpici
- 3 medaglie:
  - 3 ori (singolo a Vancouver 2010; singolo, gara a squadre a Soči 2014).

### Mondiali
- 22 medaglie:
  - 14 ori (singolo, gara a squadre ad Oberhof 2008; singolo, gara a squadre a Lake Placid 2009; singolo, gara a squadre ad Altenberg 2012; singolo, gara a squadre a Whistler 2013; gara a squadre a Sigulda 2015; singolo, singolo sprint, gara a squadre a Schönau am Königssee 2016; singolo a Winterberg 2019; singolo sprint ad Oberhof 2023);
  - 6 argenti (singolo a Cesana Torinese 2011; singolo a Sigulda 2015; singolo sprint a Winterberg 2019; singolo, gara a squadre a Schönau am Königssee 2021; singolo a Whistler 2025);
  - 2 bronzi (gara a squadre a Winterberg 2019; singolo ad Altenberg 2024).

### Europei
- 12 medaglie:
  - 6 ori (singolo, gara a squadre ad Oberhof 2013; gara a squadre a Soči 2015; singolo, gara a squadre ad Altenberg 2016; singolo a Sigulda 2021);
  - 3 argenti (singolo, gara a squadre a Sigulda 2018; singolo a Sigulda 2023).
  - 3 bronzi (singolo a Paramonovo 2012; singolo a Soči 2015; gara a squadre a Sigulda 2021).

### Mondiali under 23
- 2 medaglie:
  - 2 ori (singolo a Cesana Torinese 2011; singolo ad Altenberg 2012).

### Mondiali juniores
- 5 medaglie:
  - 4 ori (singolo, gara a squadre ad Altenberg 2006; singolo, gara a squadre a Cesana Torinese 2007);
  - 1 argento (singolo a Lake Placid 2008).

### Coppa del Mondo
- Vincitore della classifica generale del singolo nel 2011/12, nel 2012/13, nel 2013/14, nel 2014/15, nel 2015/16, nel 2017/18 e nel 2020/21.
- Vincitore della classifica di specialità del singolo nel 2020/21.
- Vincitore della classifica di specialità del singolo sprint nel 2015/16 e nel 2020/21.
- 152 podi (84 nel singolo, 16 nel singolo sprint, 3 nelle staffette miste singolo, 49 nelle gare a squadre):
  - 86 vittorie (43 nel singolo, 9 nel singolo sprint, 1 nelle staffette miste singolo, 33 nelle gare a squadre);
  - 35 secondi posti (24 nel singolo, 1 nel singolo sprint, 10 nelle gare a squadre);
  - 31 terzi posti (17 nel singolo, 6 nel singolo sprint, 2 nelle staffette miste singolo, 6 nelle gare a squadre).

#### Coppa del Mondo - vittorie
| Data             | Luogo                | Paese       | Disciplina                                                                                            |
| ---------------- | -------------------- | ----------- | --- |
| 5 dicembre 2009  | Altenberg            | Germania    | Singolo                                                                                               |
| 6 dicembre 2009  | Altenberg            | Germania    | Gara a squadre con Tatjana Hüfner, Tobias Wendl e Tobias Arlt                                         |
| 3 gennaio 2010   | Schönau am Königssee | Germania    | Gara a squadre con Tatjana Hüfner, Tobias Wendl e Tobias Arlt                                         |
| 28 novembre 2010 | Igls                 | Austria     | Singolo                                                                                               |
| 15 gennaio 2011  | Oberhof              | Germania    | Singolo                                                                                               |
| 16 gennaio 2011  | Oberhof              | Germania    | Gara a squadre con Tatjana Hüfner, Tobias Wendl e Tobias Arlt                                         |
| 23 gennaio 2011  | Altenberg            | Germania    | Singolo                                                                                               |
| 23 gennaio 2011  | Altenberg            | Germania    | Gara a squadre con Tatjana Hüfner, Tobias Wendl e Tobias Arlt                                         |
| 27 novembre 2011 | Igls                 | Austria     | Singolo                                                                                               |
| 9 dicembre 2011  | Whistler             | Canada      | Singolo                                                                                               |
| 10 dicembre 2011 | Whistler             | Canada      | Gara a squadre con Natalie Geisenberger, Ronny Pietrasik e Christian Weise                            |
| 6 gennaio 2012   | Schönau am Königssee | Germania    | Singolo                                                                                               |
| 15 gennaio 2012  | Oberhof              | Germania    | Singolo                                                                                               |
| 15 gennaio 2012  | Oberhof              | Germania    | Gara a squadre con Natalie Geisenberger, Toni Eggert e Sascha Benecken                                |
| 21 gennaio 2012  | Winterberg           | Germania    | Singolo                                                                                               |
| 22 gennaio 2012  | Winterberg           | Germania    | Gara a squadre con Anke Wischnewski, Tobias Wendl e Tobias Arlt                                       |
| 18 febbraio 2012 | Sigulda              | Lettonia    | Singolo                                                                                               |
| 25 novembre 2012 | Igls                 | Austria     | Singolo                                                                                               |
| 9 dicembre 2012  | Altenberg            | Germania    | Singolo                                                                                               |
| 9 dicembre 2012  | Altenberg            | Germania    | Gara a squadre con Natalie Geisenberger, Tobias Wendl e Tobias Arlt                                   |
| 16 dicembre 2012 | Sigulda              | Lettonia    | Gara a squadre con Natalie Geisenberger, Tobias Wendl e Tobias Arlt                                   |
| 13 gennaio 2013  | Oberhof              | Germania    | Singolo                                                                                               |
| 23 novembre 2013 | Igls                 | Austria     | Singolo                                                                                               |
| 24 novembre 2013 | Igls                 | Austria     | Gara a squadre con Natalie Geisenberger, Toni Eggert e Sascha Benecken                                |
| 6 dicembre 2013  | Whistler             | Canada      | Singolo                                                                                               |
| 7 dicembre 2013  | Whistler             | Canada      | Gara a squadre con Natalie Geisenberger, Tobias Wendl e Tobias Arlt                                   |
| 14 dicembre 2013 | Park City            | Stati Uniti | Gara a squadre con Natalie Geisenberger, Tobias Wendl e Tobias Arlt                                   |
| 5 gennaio 2014   | Schönau am Königssee | Germania    | Singolo                                                                                               |
| 5 gennaio 2014   | Schönau am Königssee | Germania    | Gara a squadre con Natalie Geisenberger, Tobias Wendl e Tobias Arlt                                   |
| 12 gennaio 2014  | Oberhof              | Germania    | Singolo                                                                                               |
| 18 gennaio 2014  | Altenberg            | Germania    | Singolo                                                                                               |
| 30 novembre 2014 | Igls                 | Austria     | Singolo                                                                                               |
| 30 novembre 2014 | Igls                 | Austria     | Singolo sprint                                                                                        |
| 5 dicembre 2014  | Lake Placid          | Stati Uniti | Gara a squadre con Natalie Geisenberger, Toni Eggert e Sascha Benecken                                |
| 4 gennaio 2015   | Schönau am Königssee | Germania    | Singolo                                                                                               |
| 4 gennaio 2015   | Schönau am Königssee | Germania    | Gara a squadre con Natalie Geisenberger, Tobias Wendl e Tobias Arlt                                   |
| 17 gennaio 2015  | Oberhof              | Germania    | Singolo                                                                                               |
| 18 gennaio 2015  | Oberhof              | Germania    | Gara a squadre con Natalie Geisenberger, Tobias Wendl e Tobias Arlt                                   |
| 24 gennaio 2015  | Winterberg           | Germania    | Singolo                                                                                               |
| 25 gennaio 2015  | Winterberg           | Germania    | Gara a squadre con Natalie Geisenberger, Toni Eggert e Sascha Benecken                                |
| 1º febbraio 2015 | Lillehammer          | Norvegia    | Gara a squadre con Dajana Eitberger, Tobias Wendl e Tobias Arlt                                       |
| 21 febbraio 2015 | Altenberg            | Germania    | Singolo                                                                                               |
| 22 febbraio 2015 | Altenberg            | Germania    | Singolo sprint                                                                                        |
| 1º marzo 2015    | Soči                 | Russia      | Gara a squadre con Dajana Eitberger, Tobias Wendl e Tobias Arlt                                       |
| 19 dicembre 2015 | Calgary              | Canada      | Singolo                                                                                               |
| 19 dicembre 2015 | Calgary              | Canada      | Singolo sprint                                                                                        |
| 10 gennaio 2016  | Sigulda              | Lettonia    | Singolo                                                                                               |
| 10 gennaio 2016  | Sigulda              | Russia      | Gara a squadre con Tatjana Hüfner, Tobias Wendl e Tobias Arlt                                         |
| 16 gennaio 2016  | Oberhof              | Germania    | Singolo                                                                                               |
| 17 gennaio 2016  | Oberhof              | Germania    | Singolo sprint                                                                                        |
| 7 febbraio 2016  | Soči                 | Russia      | Singolo                                                                                               |
| 13 febbraio 2016 | Altenberg            | Germania    | Singolo                                                                                               |
| 14 febbraio 2016 | Altenberg            | Germania    | Gara a squadre con Tatjana Hüfner, Toni Eggert e Sascha Benecken                                      |
| 27 novembre 2016 | Winterberg           | Germania    | Singolo sprint                                                                                        |
| 4 febbraio 2017  | Oberhof              | Germania    | Singolo                                                                                               |
| 5 febbraio 2017  | Oberhof              | Germania    | Gara a squadre con Natalie Geisenberger, Tobias Wendl e Tobias Arlt                                   |
| 26 febbraio 2017 | Altenberg            | Germania    | Gara a squadre con Natalie Geisenberger, Toni Eggert e Sascha Benecken                                |
| 19 novembre 2017 | Igls                 | Austria     | Gara a squadre con Natalie Geisenberger, Toni Eggert e Sascha Benecken                                |
| 26 novembre 2017 | Winterberg           | Germania    | Singolo sprint                                                                                        |
| 2 dicembre 2017  | Altenberg            | Germania    | Singolo                                                                                               |
| 3 dicembre 2017  | Altenberg            | Germania    | Gara a squadre con Natalie Geisenberger, Toni Eggert e Sascha Benecken                                |
| 8 dicembre 2017  | Calgary              | Canada      | Singolo                                                                                               |
| 9 dicembre 2017  | Calgary              | Canada      | Gara a squadre con Tatjana Hüfner, Toni Eggert e Sascha Benecken                                      |
| 14 gennaio 2018  | Oberhof              | Germania    | Singolo                                                                                               |
| 14 gennaio 2018  | Oberhof              | Germania    | Gara a squadre con Dajana Eitberger, Toni Eggert e Sascha Benecken                                    |
| 8 dicembre 2018  | Calgary              | Canada      | Gara a squadre con Julia TaubitzTobias Wendl e Tobias Arlt                                            |
| 2 febbraio 2019  | Altenberg            | Germania    | Singolo                                                                                               |
| 1º marzo 2020    | Schönau am Königssee | Germania    | Gara a squadre con Anna Berreiter, Toni Eggert e Sascha Benecken                                      |
| 28 novembre 2020 | Innsbruck            | Austria     | Singolo                                                                                               |
| 29 novembre 2020 | Innsbruck            | Austria     | Singolo sprint                                                                                        |
| 29 novembre 2020 | Innsbruck            | Austria     | Gara a squadre con Julia Taubitz, Toni Eggert e Sascha Benecken                                       |
| 6 dicembre 2020  | Altenberg            | Germania    | Singolo                                                                                               |
| 12 dicembre 2020 | Oberhof              | Germania    | Singolo                                                                                               |
| 13 dicembre 2020 | Oberhof              | Germania    | Gara a squadre con Dajana Eitberger, Toni Eggert e Sascha Benecken                                    |
| 20 dicembre 2020 | Winterberg           | Germania    | Singolo                                                                                               |
| 3 gennaio 2021   | Schönau am Königssee | Germania    | Singolo                                                                                               |
| 9 gennaio 2021   | Sigulda              | Lettonia    | Singolo                                                                                               |
| 16 gennaio 2021  | Oberhof              | Germania    | Singolo                                                                                               |
| 23 gennaio 2021  | Innsbruck            | Austria     | Singolo                                                                                               |
| 9 gennaio 2022   | Sigulda              | Lettonia    | Singolo sprint                                                                                        |
| 9 dicembre 2022  | Whistler             | Canada      | Singolo                                                                                               |
| 10 dicembre 2022 | Whistler             | Canada      | Gara a squadre con Julia Taubitz, Toni Eggert e Sascha Benecken                                       |
| 25 febbraio 2024 | Sigulda              | Lettonia    | Singolo                                                                                               |
| 25 febbraio 2024 | Sigulda              | Lettonia    | Singolo sprint                                                                                        |
| 3 marzo 2024     | Sigulda              | Lettonia    | Gara a squadre con Anna Berreiter, Tobias Wendl, Tobias Arlt, Jessica Degenhardt e Cheyenne Rosenthal |
| 26 gennaio 2025  | Oberhof              | Germania    | Staffetta mista singolo con Merle Fräbel                                                              |

### Coppa del Mondo juniores
- Vincitore della Coppa del Mondo juniores nel singolo nel 2005/06.

### Coppa del Mondo giovani
- Miglior piazzamento in classifica generale nel singolo: 2° nel 2004/05.

### Campionati tedeschi
- 16 medaglie:
  - 13 ori (singolo a Schönau am Königssee 2009; singolo a Winterberg 2010; singolo, gara a squadre ad Altenberg 2012; singolo, gara a squadre a Winterberg 2014; singolo, gara a squadre a Schönau am Königssee 2016; gara a squadre ad Altenberg 2018; singolo, gara a squadre a Winterberg 2019; singolo, gara a squadre a Schönau am Königssee 2021);
  - 3 bronzi (singolo ad Oberhof 2008; singolo ad Altenberg 2018; singolo ad Oberhof 2020[5]).